# Demi Live! Warm Up Tour
Demi Live! Warm Up Tour fue la primera gira realizada por la celebridad estadounidense Demi Lovato,. Tuvo lugar en el verano de 2008, antes de que se uniera a la gira de los Jonas Brothers llamada Burnin' Up Tour. Esporádicamente la gira fue tildada como "House of Blues Tour". En la gira, ella promovió su álbum debut Don't Forget. La gira comenzó el 1 de junio de 2008 y terminó el 21 de diciembre de 2008, con un total de 17 fechas.

## Desarrollo
El tour fue grabado en el Blender Theatre at Gramercy, Nueva York, el video fue utilizado para promocionar el disco en otra versión.
El tour estuvo completamente agotado.

## Lista de canciones
1. «That's How You Know»
2. «The Middle»
3. «Daydream» (Avril Lavigne cover)
4. «Party»
5. «Don't Forget»
6. «This is Me»
7. «Gonna Get Caught»
8. «Two Worlds Collide»
9. «La La Land»
10. «Until You're Mine»
11. «Get Back»

- Nota: La canción "Daydream" fue incluido en la lista de canciones de la gira. La canción fue grabada originalmente por Avril Lavigne, quien dio la canción a Lovato para su álbum, pero ella se negó. Sin embargo, la canción más tarde apareció en el álbum de Miranda Cosgrove.[2]

## Shows
| Día                 | Ciudad         | País           | Lugar                   |
| Norteamérica        | Norteamérica   | Norteamérica   | Norteamérica            |
| ------------------- | -------------- | -------------- | ----------------------- |
| 1 de junio de 2008  | Hershey        | Estados Unidos | Hersheypark             |
| 8 de junio de 2008  | Austell        | Estados Unidos | Six Flags Over Georgia  |
| 9 de junio de 2008  | Orlando        | Estados Unidos | House of Blues          |
| 13 de junio de 2008 | Nueva Orleans  | Estados Unidos | House of Blues          |
| 15 de junio de 2008 | Eureka         | Estados Unidos | Six Flags (Saint Louis) |
| 17 de junio de 2008 | Cleveland      | Estados Unidos | House of Blues          |
| 18 de junio de 2008 | Siracusa       | Estados Unidos | Palace Theatre          |
| 19 de junio de 2008 | Upper Marlboro | Estados Unidos | Six Flags America       |
| 22 de junio de 2008 | Gurnee         | Estados Unidos | Six Flags Great America |
| 24 de junio de 2008 | Farmingdale    | Estados Unidos | The Crazy Donkey        |